# 554 Dywizja Piechoty (III Rzesza)
554 Dywizja Piechoty (niem. 554. Infanterie-Division) – jedna z niemieckich dywizji piechoty. Utworzona w lutym 1940 roku nad Górnym Renem przez V Okręg Wojskowy. W sierpniu 1940 roku rozwiązana, pododdziały piechoty posłużyły do utworzenia batalionów wartowniczych. W maju 1940 roku dywizja podlegała XXXIII Korpusowi Armijnemu 7 Armii (Grupa Armii C). Dowodził nią generał porucznik Anton Freiherr von Hirschberg.

## Skład
- 621 pułk piechoty
- 622 pułk piechoty
- 623 pułk piechoty
- 554 pułk artylerii
- 554 batalion obserwacyjny
- jednostki dywizyjne